# 韦德塞塔
韦德塞塔（義大利語：Vedeseta），是意大利贝加莫省的一个市镇。总面积19.8平方公里，人口220人，人口密度11.1人/平方公里（2009年）。国家统计（ISTAT）代码为016230。